# Lyssomanes
Lyssomanes là một chi nhện trong họ Salticidae.

## Hình ảnh

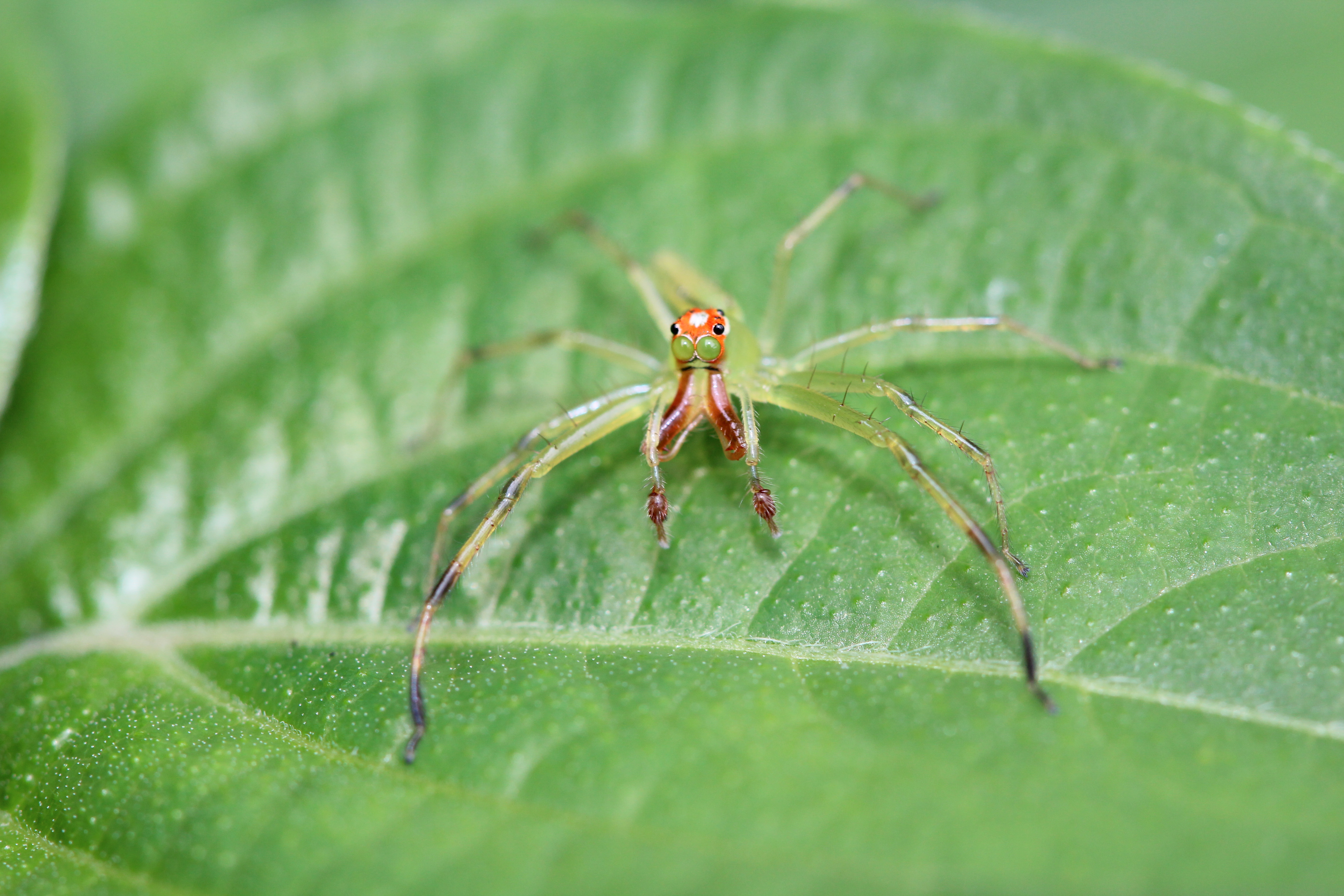
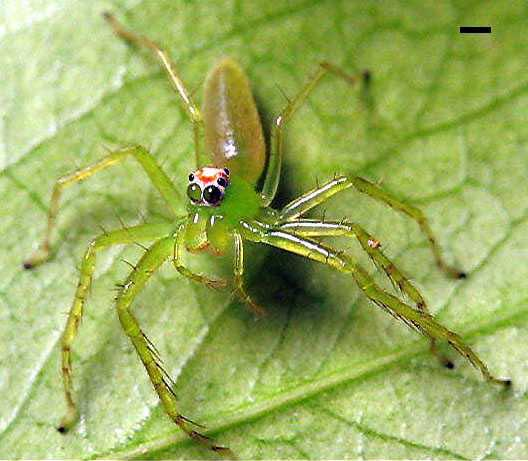
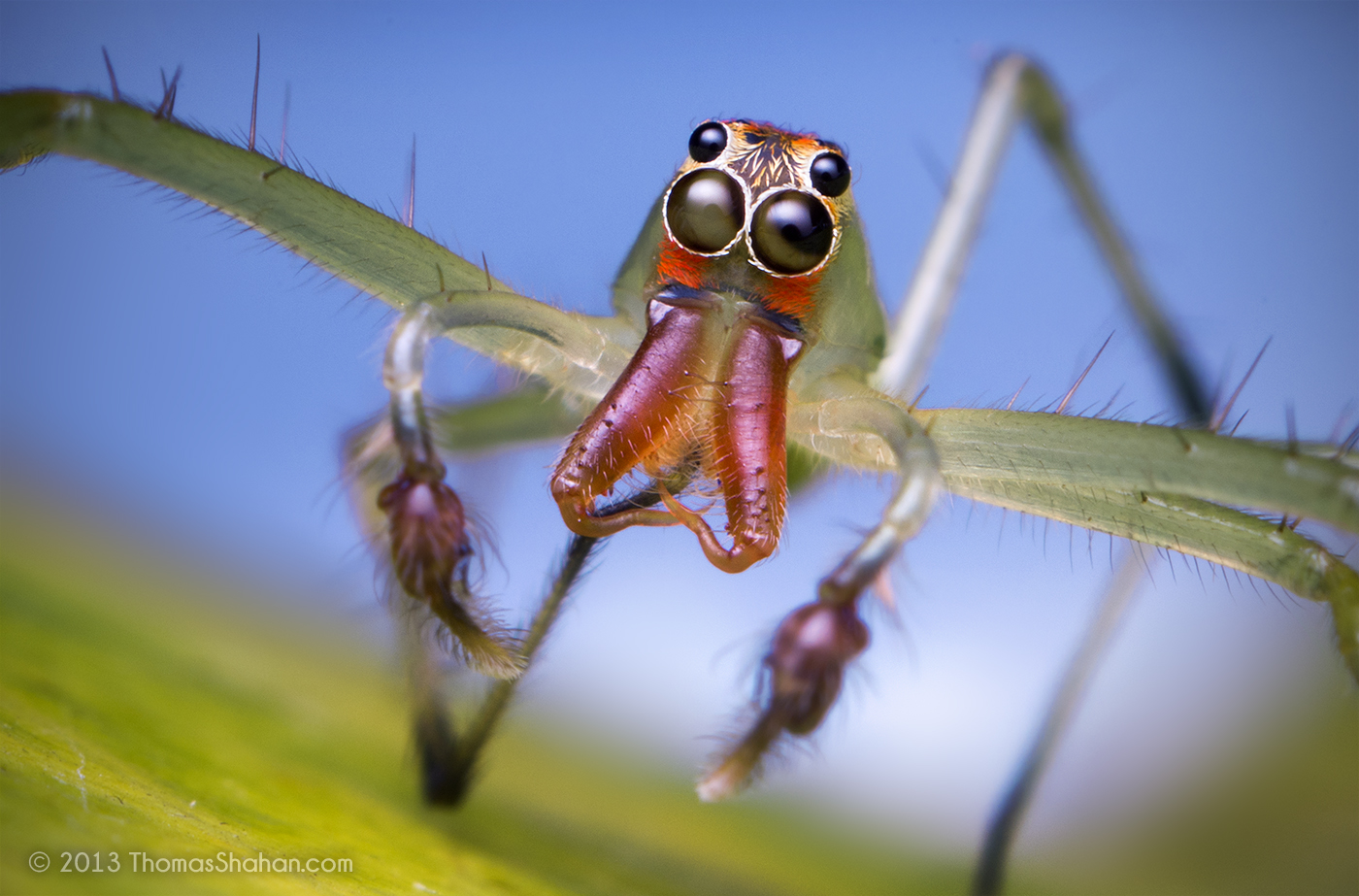